# Epicadinus trispinosus
Epicadinus trispinosus là một loài nhện trong họ Thomisidae.
Loài này thuộc chi Epicadinus. Epicadinus trispinosus được Władysław Taczanowski miêu tả năm 1872.